# 刘军 (篮球运动员)
刘军（1969年10月15日—），中国退役女子篮球运动员，曾参加1992年夏季奥运会、1996年夏季奥运会女子篮球比赛。两届奥运会分别获得亚军和第九名。